# Drosophila confutata
Drosophila confutata är en tvåvingeart som beskrevs av Elmo Hardy 1965. Drosophila confutata ingår i släktet Drosophila och familjen daggflugor.
Artens utbredningsområde är Hawaii.